# Abderrazzak Jadid
Abderrazzak Jadid (en arabe : جديد عبدالرزاق) est un footballeur marocain né le 1er juin 1983 à Fkih Ben Salah. Il possède également la nationalité italienne.

## Clubs successifs
| année     | club         | pays     | matches | buts |
| --------- | ------------ | -------- | ------- | ---- |
| 2000-2001 | Brescia      | Italie   | 0       | 0    |
| 2001-2002 | AC Lumezzane | Italie   | 31      | 3    |
| 2002-2003 | Brescia      | Italie   | 9       | 0    |
| 2003-2004 | Brescia      | Italie   | 0       | 0    |
| 2004-2005 | Brescia      | Italie   | 3       | 0    |
| Jan.2005  | Pise Calcio  | Italie   | 9       | 1    |
| 2005-2006 | Brescia      | Italie   | 1       | 0    |
| Oct.2005  | Pescara      | Italie   | 29      | 4    |
| 2006-2007 | Brescia      | Italie   | 23      | 1    |
| 2007-2008 | Brescia      | Italie   | 6       | 0    |
| Jan.2008  | AS Bari      | Italie   | 9       | 1    |
| 2008-2009 | Brescia      | Italie   | 1       | 0    |
| 2009-2010 | Salernitana  | Italie   | 20      | 1    |
| 2010-2011 | Parme AC     | Italie   | -       | -    |
| Août 2010 | KAS Eupen    | Belgique | 24      | 4    |